# Мленцин
Мленцин (пол. Mlęcin) — село в Польщі, у гміні Добре Мінського повіту Мазовецького воєводства.
Населення — 402 особи (2011).
У 1975-1998 роках село належало до Седлецького воєводства.

## Демографія
Демографічна структура станом на 31 березня 2011 року:
|          | Загалом | Допрацездатний вік | Працездатний вік | Постпрацездатний вік |
| -------- | ------- | ------------------ | ---------------- | -------------------- |
| Чоловіки | 196     | 42                 | 129              | 25                   |
| Жінки    | 206     | 31                 | 125              | 50                   |
| Разом    | 402     | 73                 | 254              | 75                   |